# Parafia św. Józefa Rzemieślnika w Siemianicach
Parafia pw. św. Józefa Rzemieślnika w Siemianicach – rzymskokatolicka parafia należąca do dekanatu Słupsk Wschód, diecezji koszalińsko-kołobrzeskiej, metropolii szczecińsko-kamieńskiej. Siedziba parafii mieści się w Siemianicach. Została utworzona dnia 26 sierpnia 2006 r. przez biskupa Kazimierza Nycza.

## Miejsca święte

### Kościół parafialny
Kościół pw. św. Józefa Rzemieślnika w Siemianicach